# Nathaniel Rice
Nathaniel Rice (* um 1684 oder um 1694; † 28. Januar 1753 in North Carolina) war zwei Mal kommissarischer britischer Kolonialgouverneur der Province of North Carolina.

## Lebenslauf
Über die Jugend und Schulzeit von Nathaniel Rice ist nichts überliefert. Sein Geburtsdatum ist ebenso unbekannt. Manche Quellen nennen das Jahr 1684, andere das Jahr 1694 als sein Geburtsjahr. Sicher scheint zu sein, dass er in England geboren wurde. Mitte der 1720er-Jahre kam er zu Besuch in die damalige Province of South Carolina, wo er Land erwarb. Anschließend kehrte er nach England zurück. Anfang 1731 kam er in der Province of North Carolina, wo er als Secretary eine leitende Funktion in der Regierung von Gouverneur George Burrington erhielt. Diesen Posten sowie seine Berufung in den königlichen Regierungsrat als Royal councillor verdankte er seinem Schwager Martin Bladen (1680–1746), der Abgeordneter im britischen Unterhaus war. Aufgrund dieser Beziehungen konnte er seine Ämter freier und ohne Rücksichtnahme auf die Wünsche des Gouverneurs ausführen. Das führte zu Spannungen zwischen ihm und Burrington, der ohnehin schon viele Probleme mit den Kolonisten hatte. Rice schloss sich der allgemeinen Protestbewegung gegen Burrington an. Im Mai 1731 wurde er Präsident des kolonialen Parlaments. In der Folge nahm die Unzufriedenheit mit Burrington zu und der Oberste Richter William Smith trat von seinem Amt zurück und reiste nach London. Dort setzte er sich erfolgreich für die Absetzung des Gouverneurs ein.
Zum kommissarischen Nachfolger Burringtons wurde Nathaniel Rice bestellt, der das Amt zwischen dem 17. April und dem 2. November 1734 ausübte. Dann übernahm der neu ernannte Gabriel Johnston das Amt des Kolonialgouverneurs. Diese Zeit war von weiteren Disputen mit Burrington bestimmt, der erst später nach England abreiste. Unter dem neuen Gouverneur blieb Nathaniel Rice Mitglied im königlichen Regierungsrat. Außerdem bekleidete er weitere politische Ämter. Nach dem Tod Johnstons am 17. Juli 1752 fiel ihm erneut das Amt des kommissarischen Kolonialgouverneurs zu, das er bis zu seinem eigenen Tod am 28. Januar 1753 ausübte. Nathaniel Rice hat im Verlauf seiner Zeit in North Carolina, zusätzlich zu seinem vormals in South Carolina erworbenen Besitz, etwa 6000 acres Land besessen, das mit Hilfe von bis zu 17 Sklaven bewirtschaftet wurde. Außerdem war er Kirchenältester in seiner Heimat.